# Musique avant-gardiste
Genres dérivés
Musique expérimentale (pop, rock, metal, jazz), musique industrielle, post-punk, art rock, free jazz, drone, no wave, danger music, musique progressive
La musique avant-gardiste (ou musique d'avant-garde) est une musique considérée comme étant à la pointe de l'innovation dans son domaine, le terme « avant-garde » impliquant une critique des conventions esthétiques existantes, le rejet du statu quo en faveur d'éléments uniques ou originaux, et l'idée de défier ou d'aliéner délibérément le public.

## Histoire
La musique avant-gardiste se distingue de la musique expérimentale par le fait qu'elle adopte une position extrême au sein d'une certaine tradition, alors que la musique expérimentale se situe en dehors de la tradition. D'un point de vue historique, certains musicologues utilisent le terme « musique avant-gardiste » pour les compositions radicales qui ont succédé au décès d'Anton Webern en 1945, mais d'autres ne sont pas d'accord. Par exemple, Ryan Minor écrit que cette période commence avec l'œuvre de Richard Wagner, tandis qu'Edward Lowinsky cite Josquin des Prés. Le terme peut également être utilisé pour désigner toute tendance de la musique moderniste postérieure à 1945 qui ne peut être définie comme de la musique expérimentale, bien qu'il inclue parfois un type de musique expérimentale caractérisé par le rejet de la tonalité. Un exemple souvent cité de musique avant-gardiste est 4′33″ (1952) de John Cage, une pièce qui demande à l'interprète de ne pas jouer de son (ses) instrument(s) pendant toute sa durée. La pièce est décrite comme « n'étant pas une 'œuvre' musicale au sens normal du terme, mais seulement l'occasion d'une méditation de type zen. »
Bien que certaines musiques modernistes soient également d'avant-garde, une distinction peut être faite entre les deux catégories. Selon le chercheur Larry Sitsky, parce que le but de la musique avant-gardiste est nécessairement la critique politique, sociale et culturelle, de sorte qu'elle remet en question les valeurs sociales et artistiques en provoquant ou en aiguillonnant le public, des compositeurs tels qu'Igor Stravinsky, Richard Strauss, Arnold Schönberg, Anton Webern, George Antheil et Claude Debussy peuvent raisonnablement être considérés comme des avant-gardistes dans leurs premières œuvres (qui ont été perçues comme provocantes, que les compositeurs l'aient voulu ou non), mais Sitsky ne considère pas que cette étiquette soit appropriée pour leur musique ultérieure. Par exemple, les modernistes de la période qui suit la Seconde Guerre mondiale, tels que Milton Babbitt, Luciano Berio, Elliott Carter, György Ligeti et Witold Lutosławski, n'ont jamais conçu leur musique dans le but de provoquer un public et ne peuvent donc pas être classés parmi les avant-gardes. Des compositeurs comme John Cage et Harry Partch, au contraire, sont restés des avant-gardistes tout au long de leur carrière.
L'une des principales caractéristiques de la musique avant-gardiste est de transgresser les diverses règles et réglementations de la culture traditionnelle, afin de transcender les principes créatifs et les habitudes d'appréciation établis. La musique avant-gardiste recherche la nouveauté dans la forme et le style musicaux, insistant sur le fait que l'art est au-dessus de tout ; elle crée ainsi un monde sonore transcendantal et mystérieux. L'allusion, la métaphore, le symbole, l'association, l'imagerie, la synesthésie et la perception sont largement utilisés dans les techniques de la musique avant-gardiste pour percer le mystère du cœur humain et du flux de la conscience, de sorte que de nombreux événements apparemment sans rapport mais essentiellement très importants s'entrecroisent dans des structures et des formes à plusieurs niveaux.